# Троицкий район (Алтайский край)
Тро́ицкий райо́н — административно-территориальное образование (сельский район) и муниципальное образование (муниципальный район) в Алтайском крае России.
Административный центр — село Троицкое, расположенное в 97 км от Барнаула.

## География
Район в центральной части края. Рельеф холмистый. Добывается гравий, песок, глина. Климат континентальный. Средняя температура января −19 °C, июля +19,9 °C. Годовое количество атмосферных осадков 450 мм.
Площадь — 4200 км². Образован в 1924 году.
По территории района протекают реки Большая Речка, Белая, Боровлянка, Ельцовка, Камышенка, Петровка; имеются озёра Уткуль, Петровское. Почвы — чернозёмы подзолистые, супесчаные и глинистые.
Значительную часть района занимают леса Приобского массива. Растут сосна, берёза, осина, лиственница, ель, ива, тополь, калина, черёмуха, рябина, смородина, малина.
Обитают звери — косуля, барсук, лиса, заяц, бобёр, лось, хорёк, волк, ондатра, белка; из птиц — гусь, утка, журавль, цапля серая, выпь, глухарь, рябчик, тетерев, чайки, кулики; рыбы — карась, карп, щука, окунь, линь, чебак.

## История
15 января 1944 года 1 сельсовет Троицкого района был передан в новый Яминский район.

## Население
| 1959    | 1996    | 1997    | 1998    | 1999    | 2000    | 2001    |
| ------- | ------- | ------- | ------- | ------- | ------- | ------- |
| 55 346  | ↘33 600 | ↘33 300 | ↘32 900 | ↘32 700 | ↗32 800 | ↘32 300 |
| 2002    | 2003    | 2004    | 2005    | 2006    | 2007    | 2008    |
| ↘31 100 | ↘30 364 | ↘29 578 | ↘28 809 | ↘27 960 | ↘27 597 | ↘27 250 |
| 2009    | 2010    | 2011    | 2012    | 2013    | 2014    | 2015    |
| ↘27 246 | ↘24 868 | ↘24 801 | ↘24 319 | ↘23 855 | ↘23 530 | ↘23 199 |
| 2016    | 2017    | 2018    | 2019    | 2020    | 2021    |         |
| ↘23 063 | ↘23 016 | ↘22 853 | ↘22 485 | ↘22 169 | ↘18 691 |         |

### Национальный состав[17]
| национальность | мужчин | женщин | всего  | %    |
| -------------- | ------ | ------ | ------ | ---- |
| русские        | 13 558 | 15 164 | 28 722 | 94   |
| немцы          | 406    | 466    | 872    | 2,8  |
| украинцы       | 152    | 176    | 328    | 1,1  |
| армяне         | 76     | 74     | 150    | 0,49 |
| белорусы       | 42     | 44     | 86     | 0,28 |
| татары         | 37     | 31     | 68     | 0,22 |
| азербайджанцы  | 27     | 16     | 43     | 0,14 |
| узбеки         | 24     | 8      | 32     | 0,1  |
| всего:         | 14 461 | 16 077 | 30 538 | 100  |

## Административно-муниципальное устройство
Троицкий район с точки зрения административно-территориального устройства края включает 11 административно-территориальных образований — 11 сельсоветов.
Троицкий муниципальный район в рамках муниципального устройства включает 11 муниципальных образований со статусом сельских поселений:
| №  | Сельское поселение        | Административный центр | Количество населённых пунктов | Население (чел.) | Площадь (км²) |
| -- | ------------------------- | ---------------------- | ----------------------------- | ---------------- | ------------- |
| 1  | Беловский сельсовет       | посёлок Беловский      | 7                             | ↘2066            | 289,93        |
| 2  | Боровлянский сельсовет    | село Боровлянка        | 5                             | ↗1471            | 704,90        |
| 3  | Гордеевский сельсовет     | посёлок Гордеевский    | 3                             | ↘1557            | 188,40        |
| 4  | Ерёминский сельсовет      | село Краснояры         | 2                             | ↘834             | 201,48        |
| 5  | Заводской сельсовет       | село Заводское         | 3                             | ↘1374            | 1036,62       |
| 6  | Зелёнополянский сельсовет | село Зелёная Поляна    | 3                             | ↘1043            | 177,60        |
| 7  | Кипешинский сельсовет     | село Белое             | 2                             | ↘452             | 111,71        |
| 8  | Петровский сельсовет      | село Петровка          | 3                             | ↘902             | 244,37        |
| 9  | Троицкий сельсовет        | село Троицкое          | 1                             | ↘9006            | 60,93         |
| 10 | Хайрюзовский сельсовет    | село Хайрюзовка        | 7                             | ↘2276            | 839,72        |
| 11 | Южаковский сельсовет      | посёлок Многоозёрный   | 2                             | ↘353             | 304,12        |

В 2010 году Беловский и Загайновский сельсовет объединены в Беловский сельсовет.
В 2011 году Горновский, Ельцовский, Новоеловский, Усть-Гавриловский и Хайрюзовский сельсоветы объединены в Хайрюзовский сельсовет.

## Населённые пункты
В Троицком районе 38 населённых пунктов:

| Троицкое       | ↘9006 |
| Боровлянка     | ↘1532 |
| Заводское      | ↘1290 |
| Гордеевский    | ↘1286 |
| Беловский      | ↘1220 |
| Краснояры      | ↗758  |
| Петровка       | ↗729  |
| Зелёная Поляна | ↘679  |
| Ельцовка       | ↘646  |
| Горновое       | ↘552  |
| Хайрюзовка     | ↘450  |
| Новоеловка     | ↘448  |
| Октябрьский    | →404  |

| Белое            | ↘402 |
| Загайново        | ↘397 |
| Многоозёрный     | ↘380 |
| Озеро-Петровское | ↘348 |
| Вершинино        | ↗301 |
| Усть-Гавриловка  | ↘253 |
| Тюмень           | ↗243 |
| Ерёмино          | ↘208 |
| Степной          | ↗195 |
| Большая Речка    | ↗181 |
| Боровлянский     | ↗152 |
| Песьянка         | ↘145 |
| Гордеевка        | ↘134 |

| Кипешино   | ↘121 |
| Уткуль     | ↘118 |
| Червянка   | ↘115 |
| Лесной     | ↘100 |
| Талдинка   | ↗91  |
| Ленинский  | ↘89  |
| Южаково    | ↘75  |
| Загайново  | ↘53  |
| Клюквенный | ↘51  |
| Вершинино  | ↘37  |
| Уткино     | ↗6   |
| Куличье    | →4   |

В 1982 г. упразднены села: Дундиха, Санарово, Терское и Шершниха.
В 2012 г. упразднён посёлок Раздольный.

## Экономика
Основное направление экономики — сельское хозяйство, а также заготовка и переработка древесины. Развито производство зерна, мяса, молока. На территории района когда-то находился крупный свинокомплекс «Беловский» и 4 леспромхоза.

## Средства массовой информации
В Троицком районе выпускается газета «На земле троицкой», основанная 11 сентября 1931 года.

## Транспорт
По территории района проходит автомобильная трасса «Новосибирск — Бийск — Ташанта» и железнодорожная ветка «Алтайская — Бийск».
Внутрирайонное сообщение затруднено невысоким качеством грунтовых дорог в приобском бору и отдаленностью отдельных сел (Червянка, Многоозерный, Озеро Петровское).

## Известные уроженцы
Кащеева, Вера Сергеевна (1922—1975) — Герой Советского Союза, санитарный инструктор стрелкового батальона 120-го гвардейского стрелкового полка 39-й гв. мсд 8-й гв. А. Единственная женщина полка и дивизии — Герой Советского Союза. (род. в с. Петровка 15 сентября 1922 г.)